# (2477) Biryukov
(2477) Biryukov est un astéroïde de la ceinture principale.

## Description
(2477) Biryukov est un astéroïde de la ceinture principale. Il fut découvert le 14 août 1977 à Naoutchnyï par Nikolaï Tchernykh. Il présente une orbite caractérisée par un demi-grand axe de 2,56 UA, une excentricité de 0,15 et une inclinaison de 6,1° par rapport à l'écliptique.

## Compléments